# أنتون بان (مؤلف موسيقي)
كان أنتون بان (ولد باسم أنتوني بانتوليون بتروفينو، ويُعرف أيضًا باسم أنتون بانتوليون أو بيتروفيتشي؛ تسعينيات القرن الثامن عشر - 2 نوفمبر 1854) مؤلفًا موسيقيًا عثماني المولد من الأفلاق وعالمًا موسيقيًا وشاعرًا كتب قصائده باللغة الرومانية، واشتهر أيضًا بأنشطته في الطباعة والترجمة والتعليم المدرسي. وكان بان مؤلفًا فلكلوريًا مؤثرًا وهاو لجمع الأمثال الشعبية، بالإضافة إلى تأليفه للمعاجم والكتب المدرسية.

## السيرة الذاتية

### بدايات حياته
ولد بان في وقت ما بين عامي 1794 و1798، في سليفن بالروملّي (في بلغاريا الحالية). ووفقًا لبعض الروايات، كانت والدته، تومايدا، من أصل يوناني، في حين كان والده بانتليون بيتروف بلغاريًا؛ ومن المعروف أنه كان صانع دلاء نحاسية. أشاع ناشطو مجتمع الرّوما وجهة نظرٍ تعتبر بان من بين أبرز فناني ذلك المجتمع. ويحظى هذا الرأي بقبول من بعض المؤلفين الرومانيين أيضًا. وتشير العديد من التفسيرات الأخرى إلى أن بانتليون بيتروف، الذي توفي خلال طفولة أنتون بان، كان بلغاريًا أو أرومانيًا أو رومانيًا. واعتمد الكاتب، الذي كان أصغر أبناء بيتروف وتومايدا الثلاثة، اسم بان ليتكنى به، باعتباره اختصارًا عاميًا لاسم والده.
وبعد أن بدأ تعليمه الابتدائي في المدرسة المحلية في سليفن، فرت عائلة بيتروف من المنطقة خلال الحرب الروسية التركية لعام 1806 - 1812 واستقرت في كيشيناو، بيسارابيا، حيث توظف أنتون لأول مرة في جوقة أرثوذكسية روسية. وقُتل شقيقاه في المناوشات التي دارت حول برايلا، إذ كانا متطوعين على الجانب الإمبراطوري الروسي. وأمضى بان معظم حياته في مدينة بوخارست بعد الانتقال إليها مع والدته في 1810 - 1812.
وواصل أنتون بان أنشطته الكورالية في الأفلاق، وتوظف برتبة قندلفت في كنيستي أولاري وسفينتيلور التابعتان للطائفة الأرثوذكسية الرومانية، ليتلقى تعليمه بعدها على يد الموسيقي اليوناني ديونيسيوس فوتينوس (1777 - 1821) مما أتاح له الالتحاق بمدرسة الموسيقا الدينية التي أسسها بيتروس إفسيوس (توفي عام 1840). ولفتت براعته انتباه المتروبوليت ديونيسي لوبو، الذي عينه في لجنة مكلفة بترجمة الأعمال الليتورجية من السلافية إلى الرومانية. وروى كاتب المذكرات إيوم غيكة لاحقًا أن بان التحق بكلية سانت سافا، لكنه أمرٌ غير مؤكد. وفي عام 1820، تزوج زامفيرا أزغوريان، فكانت أولى تجاربه الغرامية التعيسة.

### منتصف حياته
فر بان في 1821، عندما احتلت قوات تيودور فلاديميرسكو المتمردة المدينة، إلى مدينة كرونشتاد (جزء من الإمبراطورية النمساوية) في ترانسيلفانيا، وعمل بصفة كانتور في كنيسة القديس نيكولاس في حي شيّ الروماني. يجسد هذا الملجأ المؤقت على جبال الكاربات الجنوبية ملجأ الشخصيات الثقافية والدينية الأخرى في ذلك الوقت، ومن بينهم الموسيقي ماكارى إيروموناهول.
أمضى أيضًا بعض الوقت في رمينكو فيلتشا (1827)، حيث كان مدرسًا في معهد اللاهوت الأرثوذكسي، وبالتزامن مع ذلك، ألقى محاضرات عن الموسيقا الدينية لراهبات دير دينتر أون ليمن.وانتشرت فضيحة على إثر استغلال بان لمنصبه في المؤسسة الأخيرة لإغواء ابنة شقيق رئيسة الدير، أنيكا، البالغة من العمر 16 عامًا. فهرب مع أنيكا عائدًا إلى شيّ، بعدما عرض على أولياء أمرها الزواج بها كنسيًا دون أن يحظ بموافقتهم. وأثناء وجوده هناك، أصبح صديقًا للكاتب إيوان باراك، الذي التقى به على الأرجح في وقت سابق، والذي، وفقًا لشهادة بان الخاصة، قدم له دروسًا بالأوزان الشعرية. ووفقًا لبعض المصادر، ذهب أيضًا برحلة إلى بودا. وينسب الناقد الأدبي تيودور فيانو الفضل في إلهام بان للسعي وراء مسيرةٍ أدبية، إلى باراك وفاسيلي آرون، اللذين شكل عملهما اقتباسًا لمختلف سمات أنشودة البطولة.
وبعد عودته إلى رمينكو فيلتشا في 1828، طُرد رسميًا من منصبه التدريسي، وفي 1828، عاد للعمل بصفة كانتور في مدرسة بوخارست بجادة بودول موغوشايه. وعلى مدار العقد التالي، عمل بان على تأليف مجموعة كبيرة من الأعمال الموسيقية والأدبية، بما في ذلك نول دوكاستر، المستوحاة من نسخة ديونيزي فوتينو مع إعادة صياغة جزء منها، والتي جمعت شتى المقطوعات الموسيقية المسيحية المعتمدة رسميًا. ووفقًا لشهادته الخاصة، فقد تطلب ذلك منه جهدًا ماديًا كبيرًا، كاد أن يتسبب بإفلاسه.
وفي عام 1837، انفصل عن أنيكا، التي أنجب منها ابنًا (غورغيتا) وابنة (تينكا). وتزوج أنتون بان للمرة الثالثة والأخيرة في عام 1840 بكاتينكا (الاسم الشائع لإيكاترينا). وشهدت زوجاته الثلاث وفاته؛ أصبح ابنه من زامفيرا، لازر، كاهنًا أرثوذكسيًا.
ومن 1842 إلى 1851، بدعم من المطران نيوفيت، عمل بان مدرسًا للموسيقا في معهد اللاهوت الرئيسي في بوخارست (واصل الغناء في كنيسة ألبي، بالتزامن مع ذلك). وخلال تلك السنوات، بدأ بقضاء الوقت مع أفراد مشهورين في عصره من موسيقيي اللوتار، وحضر بانتظام اللقاءات الاجتماعية المفعمة بالحيوية التي تقام في حدائق وبساتين ميتروبوليه هيل. وطبع بان لاحقًا بعضًا من أقدم نوتات المانيليه، باعتباره جامع شغوف للموسيقا الكلاسيكية العثمانية والرومانية، والتي شكلت العنصر الأساسي لسجل اللوتاري منذ عهد الفناريين. واقترن ذلك باهتمامه بالتقاليد الموسيقية الأخرى: ففي ممارساته الكنسية، اعتمد تقليد الترانيم البيزنطية وأزال التحويلات النغمية المستمدة من الموسيقا المشرقية، في حين كان من رواد جيله في استخدام التدوين الحديث وعلامات الإيقاع الإيطالية.
وفي عام 1843، أنشأ بان مطبعة داخل كنيسة أولتيني، فنشر من خلالها أعمالًا للعديد من المؤلفين المعاصرين، بالإضافة إلى سلسلة طويلة من التقويمات. واعترف لاحقًا أن هذا المشروع قد استنزف مدخراته، وأنه اعتمد على الدعم من مختلف المتبرعين. وبناءً على طلب نيوفيت، بدأ أيضًا في ترجمة نصوص دينية مختلفة. واعتُمد كتاب بان الشامل والمبتكر للموسيقا، الأساس النظري والعملي للموسيقا الكنسية أو القواعد اللحنية، رسميًا من قِبل المطران ودُرس في معهد اللاهوت بعد عام 1845 وأصبح نموذجًا لأعمال مماثلة؛ بالإضافة إلى ذلك، باعت مطبعته نسخًا زهيدة الثمن من روايات شعبية، مثل رواية الإسكندر، وكتاب ألف ليلة وليلة، وكتاب تيل آول ميرور، وقصة جنيفيف البرابانتية. وفي مارس 1847، ألف أنتون بان تقريرًا عن حريق بوخارست العظيم. وجراء هذه الكارثة، تضررت مطبعته ضررًا شديدًا، ولم يتمكن إلا من إنقاذ المطابع. ولم يستأنف أنشطته حتى عام 1849، عندما نقل عمله إلى منزل تملكه كاتينكا بان في شارع تورولوي.

### سنواته الأخيرة
في عام 1848، نشر معجمًا للكلمات والعبارات باللغات الرومانية والروسية والعثمانية التركية. وفي وقت لاحق من العام نفسه، انحاز بان إلى جانب الثوار الليبراليين في عملياتهم ضد الأمير غورغيه بيبسكو، وكان مؤيدًا لحكومة الأفلاق الجديدة المؤقتة، فشارك في التجمعات الشعبية في كرايوفا ورمينكو فيلتشا (انظر الثورة الفلاشية 1848). وفي العام التالي، بعد إصابته بمرض شديد، كتب النسخة الأولى من وصيته في مقطع شعري (أدياتا)، فطلب من خلالها أن يُدفن في دير فيفوراتا (حيث كان يأمل أن تصبح زوجته كاتينكا راهبة). وبعد سلسلة من الأعمال الساخرة الأخرى، أنتج بان مجموعة من الكتابات التي تتمحور حول شخصية نصر الدين خوجه واستمد الإلهام بشكل عام من الفلكلور البلقاني (نُشر لأول مرة عام 1853).
وفي خريف 1854، أُصيب بان بمرض التيفوس والزكام خلال زيارته لرمينكو فيلتشا، وتوفي بعد فترة وجيزة في مقر إقامته ببوخارست؛ دُفن في كنيسة لوكاتشي في بوخارست، على الرغم من أنه طلب في وصيته الثانية التي كتبها في أغسطس، أن يكون مرقده الأخير منسك روزيوارا (يُعزى عدم الامتثال لوصيته إلى صعوبات النقل). تزوجت كاتينكا مجددًا بعد ذلك بفترة قصيرة. وخلال بدايات القرن العشرين، أصبحت كنيسة لوكاتشي مقرًا لنصب تذكاري تكريمًا لبان، وتبرعت به الجمعية العامة لمغنيي الكنائس – مؤسسة ترأسها إيون بابيسكو باساريه.